# 朗缪尔吸附模型

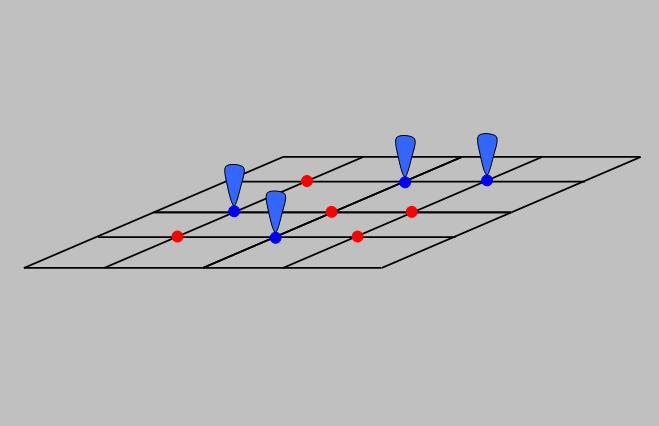
显示平坦表面等同位点的示意图，已占用（蓝色）和未占用（红色）阐明了模型中使用的基本假设。吸附位点是等效的，具有单位覆盖率。此外，吸附质分子在表面上是固定的

朗缪尔吸附模型（英語：Langmuir adsorption model）也常被称为朗缪尔吸附等温式。这一模型假设在等温吸附过程中，吸附质的分子与理想气体的分子类似，吸附和解吸是一对可逆过程。也解释了吸附质的分压{\displaystyle p_{A}}与固体吸附剂上吸附质的体积之间的关系。其中的吸附剂被假设为一个理想的固体表面，具有一系列能够与吸附质结合的位点。这种结合被视作气相的吸附质分子{\displaystyle A_{\text{g}}}和空的位点S的相互作用。
这种化学反应就形成了一个被吸附的物种{\displaystyle A_{\text{ad}}}，这一化学反应的平衡常数即为{\displaystyle K_{\text{eq}}}:
{\displaystyle {\ce {A_{g}{}+ S <=> A_{ad}}}}
从这些基本假设出发，可以通过化学动力学、热力学和统计力学分别推导出朗缪尔吸附模型的数学表达，其数学表达式为：
{\displaystyle \theta _{A}={\frac {V}{V_{\text{m}}}}={\frac {K_{\text{eq}}^{A}\,p_{A}}{1+K_{\text{eq}}^{A}\,p_{A}}},}
式中{\displaystyle \theta _{A}}指的是吸附位点的覆盖率,比如认为当气体分子在均相的平表面上形成单分子层时的总体积为{\displaystyle V_{\text{m}}}，那么覆盖率就是被吸附分子的体积V与总体积的比值。

## 背景和实验

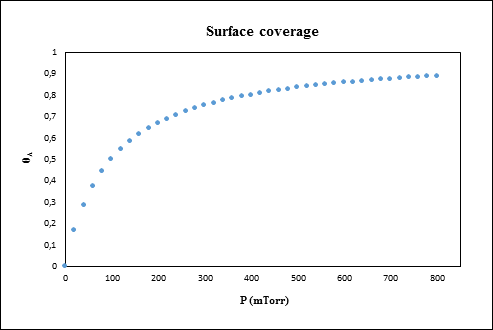
表面覆盖率θ_{A} = P/(P + P_{0}) 相对于吸附质分压的变化，P_{0}保持为100 mTorr

1916年欧文·朗缪尔针对简单表面的吸附，发表了这一模型。他假设给定的表面有一些“黏性”的位点，可通过物理吸附或化学吸附可以与吸附质分子结合。气态分子撞击固体表面时，不再弹回，而是以组成固体的类似形式留在表面。
朗缪尔发表了两篇论文确认了自己的假设：吸附的薄膜厚度并没有超过单分子厚度。第一篇包括了电子发射的结果第二篇则测量了液体分子在固体表面吸附的结果。他也注意到了固体表面和第一层吸附质分子之间的吸引力远大于第一层和第二层之间的吸引力。

## 模型的基本假设
以下假设仅针对最简单的吸附情况：一种吸附质分子吸附在具有一系列相同位点的固体表面上

1. 包含吸附位点的表面是完全平坦的平面，没有褶皱（即假设表面是均匀的）。然而，如果吸附质仅与表面上的一种官能团结合，则可以认为该化学非均相表面是均匀的。
2. 气体分子被吸附后，不再运动。
3. 所有位点的能量相等，所有位点形成吸附放出能量相等。
4. 每个位点最多可容纳一个A分子（仅形成单层覆盖）。
5. 相邻位点上的吸附质分子间没有（或仅有理想的）相互作用。当相互作用是理想的时，无论表面覆盖率如何，所有位点的侧对侧相互作用的能量都是相等的。

## 模型局限
朗缪尔吸附模型在许多情况下都会出现明显偏差，一方面是因为它没有考虑到吸附剂的表面粗糙度。粗糙的非均匀表面具有多种可用于吸附的位点类型，且吸附热等参数因位点而异。此外，比表面积是个与比例相关的量，该参数不存在单个真值因此，使用不同的探针分子通常会导致获得不同的表面积数值，从而导致实验结果间的比较问题。
朗缪尔模型还忽略了吸附质/吸附质的相互作用。实验上，在吸附热数据中有明显的证据表明吸附质/吸附质相互作用。相邻的被吸附分子之间存在直接相互作用，可能会使一个吸附质分子附近的吸附变得有利，极大地影响高覆盖率时的吸附行为。在间接相互作用中，吸附质会改变了吸附位点周围的表面，反过来影响了附近其他吸附质分子的吸附。